# 不動産経済研究所
不動産経済研究所（ふどうさんけいざいけんきゅうしょ）は、1964年（昭和39年）創立。主に新築分譲マンションの市場動向調査を行っており、毎月中旬に前月のマンション供給戸数やマンション契約率など各種調査結果をマスメディアや自社のホームページを通じて公表している。また不動産業界や金融業界向けに専門紙「日刊不動産経済通信」、「不動産経済ファンドレビュー」などを発行している。

## 発行媒体
- 全国マンション市場動向
- 日刊不動産経済通信
- 不動産経済ファンドレビュー

## 人物
- 角田勝司